# بنو موهب (یمن)
 بنو موهب  روستایی است در عزلهٔ (کحلان عفار)، در ناحیهٔ مشرق الحجاف، از توابع استان اَبیَن در کشور یمن در شبه جزیره عربستان.